# 宋硕
宋硕（1923年—1969年10月30日）本名钱宗澜，曾用名钱漪堂、钱公甫、钱千，祖籍浙江杭县，中国共产党官员。

## 生平
宋硕幼年随家人来到天津。先后在天津智德小学、天津南开中学、天津耀华中学学习。1940年，在耀华中学就读高中二年级的钱宗澜因成绩优秀，学校为其颁发奖品、书券以资鼓励。
1941年从耀华中学毕业，进入燕京大学学习。燕京大学被日伪当局查封后，转入北京大学学习。1945年在北京大学工学院化工系学习时加入中国共产党，同年自北京大学工学院化工系毕业。在北平从事中共地下工作。1948年任中共北京大学教师党总支书记。中华人民共和国成立后，历任中共北京市委学校工作委员会组织部长、北京高等学校委员会副书记、中共北京市委大学科学工作部副部长。1964年8月起，兼任北京工业大学党委书记。是中共北京市委第一、二、三届候补委员。
文化大革命爆发后，1966年6月1日晚，中央人民广播电台在各地人民广播电台联播节目中全文播出了聂元梓等7人于1966年5月25日在北京大学张贴的《宋硕、陆平、彭珮云在文化革命中究竟干些什么？》。1966年6月2日，《人民日报》刊登了这张“全国第一张马列主义大字报”。此后，宋硕被关押，多次在万人以上规模的大会上弯腰挂牌子遭批斗，五个子女有的下放农村、有的流浪街头。宋硕在监禁期间患肺癌，1969年10月30日病逝，年46岁。
1979年4月28日，中共北京市委为宋硕举行追悼大会平反昭雪，彭真、郑天翔、万里等领导参加。2002年10月23日，宋硕、曹绮雯夫妇的骨灰撒入大海。

## 家庭
- 妻：曹绮雯（1919年5月3日—2002年10月7日）